# Nagy lilik

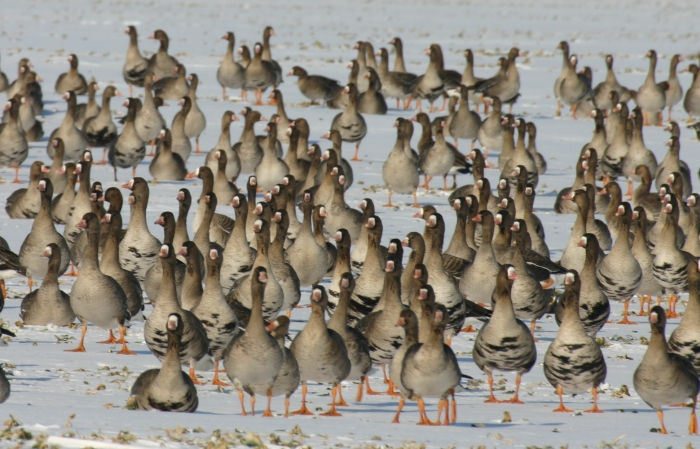
Nagy lilikek csapatban

A nagy lilik (Anser albifrons) a madarak osztályának a lúdalakúak (Anseriformes) rendjébe, ezen belül a récefélék (Anatidae) családjába tartozó faj. Észak-Amerikában, Grönlandon, Európában és Északnyugat-Szibériában őshonos.
Magyarországon a legnagyobb számban előforduló vadlúdfaj. Október és március között nyári ludakkal (Anser anser) és vetési ludakkal (Anser fabalis) keveredett csapatai minden jelentősebb vizes élőhelyen megfigyelhetőek és időnként közeli rokona a hasonló szinezetű kis lilik (Anser erythropus) is vegyül népes csapataikba.

## Előfordulása
Oroszországban, Észak-Amerikában, Grönlandon és Északnyugat-Szibériában honos. Vizek közelében, folyóparton, tengerparti dombokon költ. A Kárpát-medencében rendszeres vendég. A vízparthoz közeli, nyílt élőhelyeket kedveli.

## Alfajai
- Anser albifrons albifrons - Európa és Szibéria
- Anser albifrons frontalis
- Anser albifrons gambeli
- Anser albifrons elgasi
- Anser albifrons flavirostris

|  |  |

## Megjelenése
Hossza 65–78 centiméter, a szárnyfesztávolsága 130–165 centiméteres, testtömege  1800–3100 gramm. A test tollazatának színe sötét szürkésbarna tónusú. A homlokán jól látható fehér folt található, amelynek szélessége a csőr szélességével megegyező, nagyjából a szemek vonaláig ér és felül lekerekített. Ez az első éves fiataloknál hiányzik. Hasán feltűnő, széles, fekete keresztsávok húzódnak. A fiataloknál ezek hiányoznak. A homlokfolt alakja és a has csíkozása egyedenként különböző lehet. 
Farcsíkja, fara és alsó farkfedői fehérek. Szeme sötétbarna, csőre  rózsaszín (a grönlandi alfaj egyedeié okkersárga), lába élénk okkersárga. A szárny csúcsa a fark végéig ér. Hangja éles „lilik-lilik”, erről kapta a nevét.
Hasonló hozzá a rendkívül ritka, veszélyeztetett kis lilik. Ez utóbbi kisebb termetű, nyaka rövidebb, feje oldalról lapított. Minden egyednek jól látható sárga szemgyűrűje van, amely a nagy liliknél hiányzik, bár egyes példányoknak lehet keskeny fehér gyűrű a szemük körül. A kis lilikek homlokfoltja rendszerint keskenyebb, magasabbra húzódik fel és felül ék alakban végződik.

## Életmódja
A Közép-Európában megjelenő alfaj (A.a. albifrons) költőterülete Európa és Szibéria legészakibb részének tundrája. Az állomány túlnyomó része Oroszország területére esik. A kontinens belsejébe és az atlanti partvidékre vonulása során jut el. Rendszerint október végén, november elején jelennek meg az első példányok 4–5000 km megtétele után. Decemberben már tömegesen fordul elő és március végén már csak ritkán láthatóak.
A költőterületen elsősorban fűféléket eszik, az átvonulók nálunk főleg kukoricatarlókon, vetéseken és repceföldeken táplálkoznak. A gyakori fajok közül a nagy lilik táplálkozására jellemző telente a gyepek legelése.

## Szaporodása
A párok többnyire második nyarukon alakulnak ki, 1-2 évig jegyben járnak, mielőtt először költenének. A fészek a mocsaras, nedves tundra száraz kiemelkedésein található.
A fészkét a talajon, kisebb mélyedésbe a tojó készíti, többnyire egy már meglévő mélyedést bélel ki pehelytollaival. A fészekalja 5-6 tojásból áll, melyen 28 napig kotlik. Június második felében és júliusban költ. Amíg a tojó kotlik, a gúnár őrködik. A szülők közösen vezetik fiókáikat, melyek augusztusban válnak röpképessé.

## Magyarországi előfordulása
Hazánkban az egyik legnagyobb tömegben megjelenő vadlúd-faj. Október és március között nyári ludakkal és vetési ludakkal keveredett csapatai minden jelentősebb vizes élőhelyen megfigyelhetőek. A Kárpát-medence fontos telelőhelyük. A 90-es évek végéig túlnyomórészt az Alföld vizes élőhelyein teleltek, az utóbbi években a Dunántúlon is megnőtt a számuk, a vonulási útvonal időleges eltolódásával. Napjainkban már a Fertő mellett is több tízezer példány számlálható. A pihenőhelyeken nyári ludakkal és vetési ludakkal együtt alkot nagy csapatokat, de köztük időnként ritkább fajok, mint a hasonló színezetű kis lilik is előfordulnak.

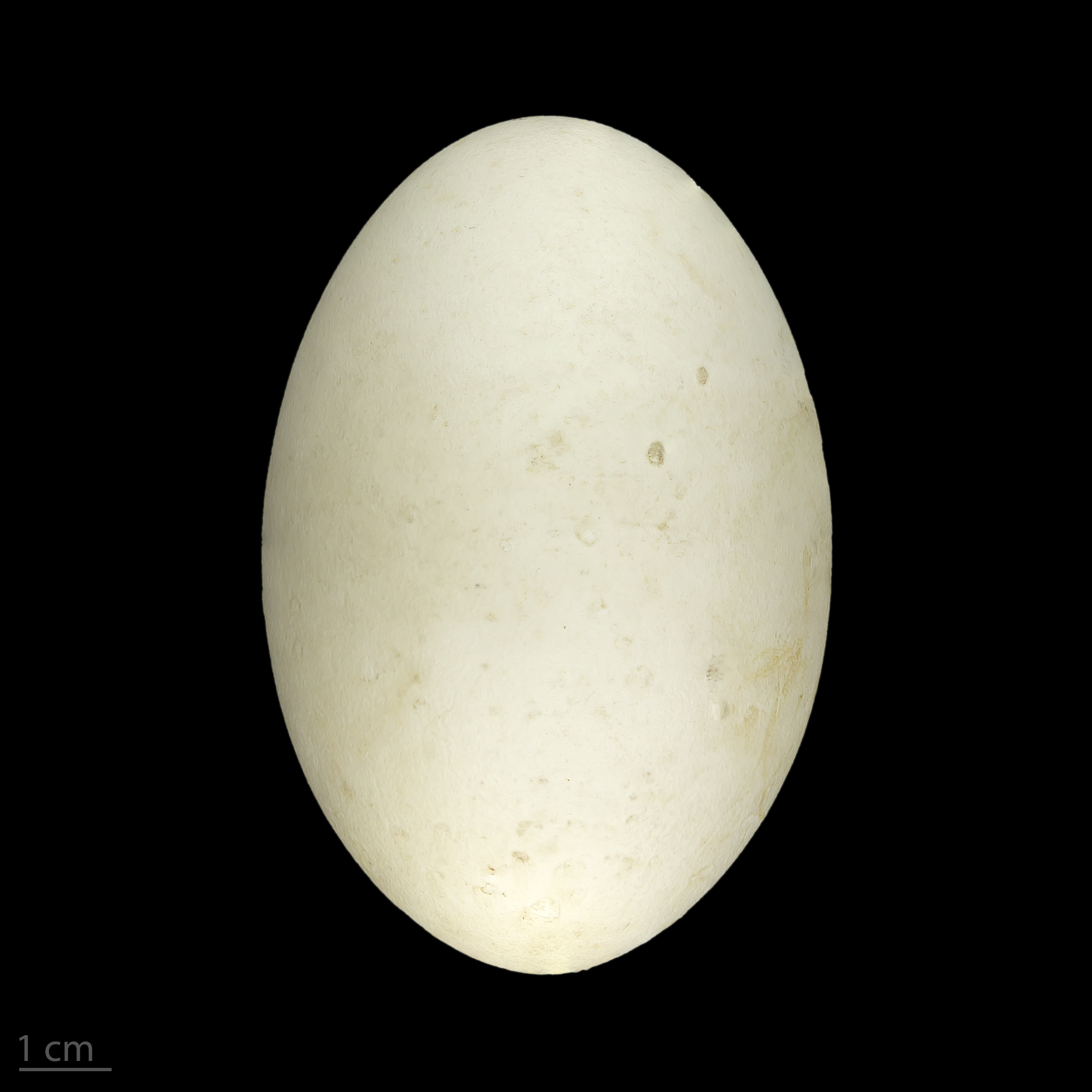
Anser albifrons

## Védettsége
Magyarországon természetvédelmi oltalom alatt nem áll, vadászható faj.